# Ratusz w Łęcznej
Ratusz w Łęcznej – zabytkowy klasycystyczny budynek wybudowany w 1888 roku z przeznaczeniem na odwach w Łęcznej.

## Historia
Budynek wybudowany według planu opracowanego 15 stycznia 1888 roku przez inżyniera architekta powiatu lubartowskiego, Lenkowskiego, z przeznaczeniem na odwach. Funkcję taką pełnił do I wojny światowej. Po 1920 roku władze miasta przebudowały go na biura magistratu i kasę miejską i odtąd nosi nazwę ratusza. Dobudowano wówczas od zachodu oficyny na areszt i mieszkanie stróża. Od odzyskania niepodległości w 1918 r. pełnił funkcję magistratu. Zniszczony w czasie II wojny światowej. Odbudowany w latach 1961–1963 i zrekonstruowany. Zachodnią oficynę rozebrano. Obiekt został wpisany do rejestru zabytków 17 kwietnia 1969 r. Uroczyste otwarcie odbudowanego ratusza odbyło się 13 listopada 1971 r. podczas obchodów 25-lecia urzędów stanu cywilnego w powiecie lubelskim. Od 1971 roku budynek jest siedzibą Urzędu Stanu Cywilnego. W 2013 r. wymieniono dach i odnowiono elewację budynku. 

## Architektura
Budynek klasycystyczny, murowany z cegły, na planie prostokąta, otynkowany, parterowy, dwutraktowy. Naroża boniowane. Ścianę frontową zdobi czterokolumnowy portyk z trójkątnym szczytem. Dach czterospadowy, kryty blachą. 

## Otoczenie
Budynek mieści się na zabytkowym Rynku I Starego Miasta w Łęcznej.